# Kim thất Nhật Bản
Kim thất Nhật Bản hay còn gọi thổ tam thất (danh pháp hai phần: Gynura japonica) là một loài thực vật có hoa trong họ Cúc. Loài này được (Thunb.) Juel mô tả khoa học đầu tiên năm 1891.